# Proctacanthus nigrimanus
Proctacanthus nigrimanus är en tvåvingeart som beskrevs av Charles Howard Curran 1951. Proctacanthus nigrimanus ingår i släktet Proctacanthus och familjen rovflugor.
Artens utbredningsområde är Kuba. Inga underarter finns listade i Catalogue of Life.